# Minh Cầm
Minh Cầm là một xã thuộc huyện Ba Chẽ, tỉnh Quảng Ninh, Việt Nam.
Xã Minh Cầm có diện tích 33,1 km², dân số năm 1999 là 379 người, mật độ dân số đạt 11 người/km².